# Distritos do Tajiquistão

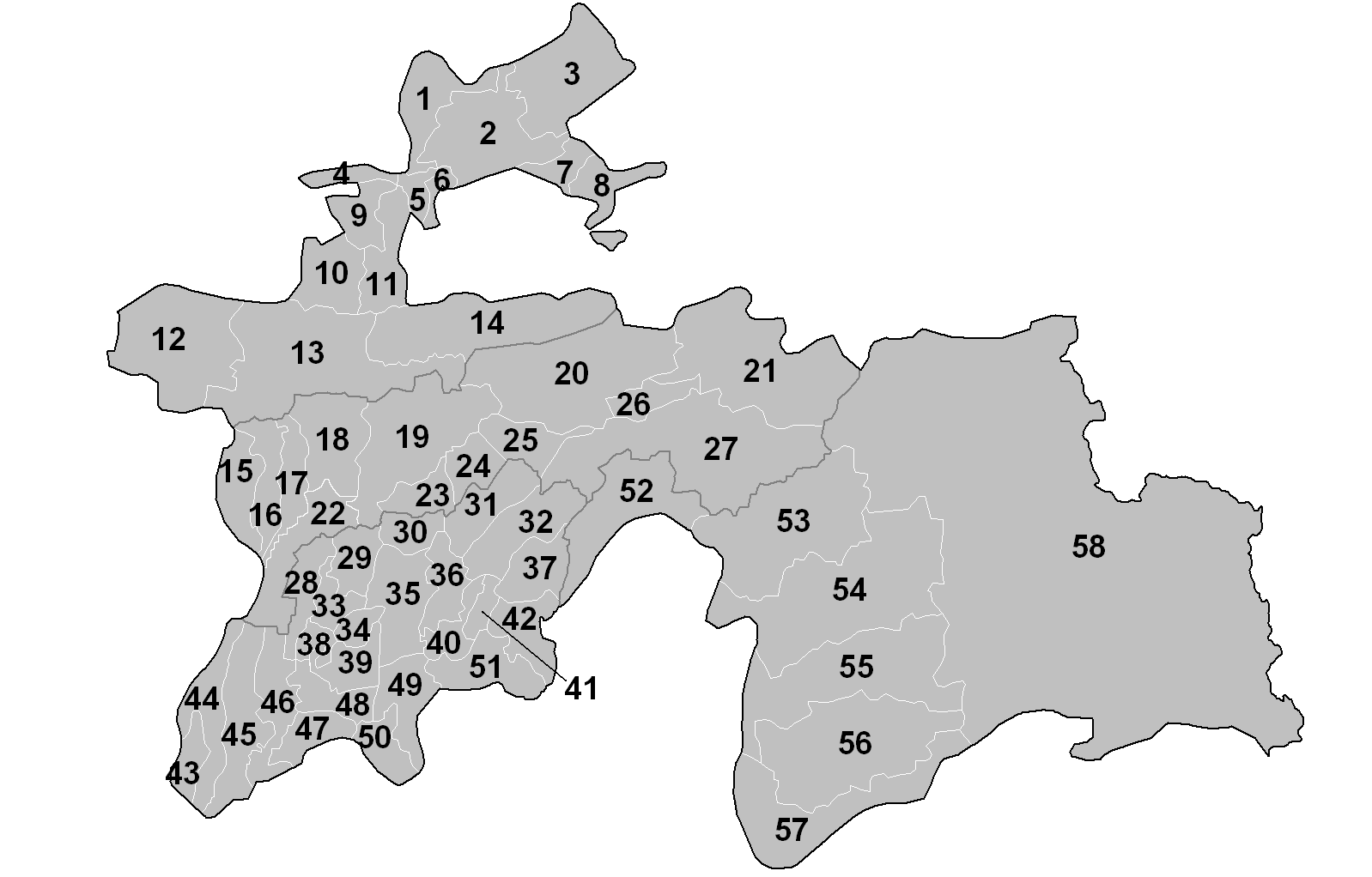
Distritos do Tajiquistão

As províncias do Tajiquistão são subdivididas em 58 distritos (em tajique: ноҳия, nohiya; em russo: Zona, rayon), não incluindo os 4 distritos pertencentes à capital, Duchambé, juntamente com 17 cidades de subordinação provincial (incluindo Dushanbe, uma cidade capital extraprovincial).
A numeração dos distritos segue no mapa.

## Província de Sughd
A província de Sughd, situada no noroeste do país, é a segunda mais populosa do Tajiquistão, com 2 233 500 habitantes, conforme estatísticas do censo de 2010 promovido pelo Governo do Tajiquistão. Encontra-se subdividida em 14 distritos. Bobojon Ghafurov é o distrito mais populoso, com 315 900 habitantes, seguido pelos distritos de Panjakent, com 207 200 habitantes e Isfara, com 187 900 habitantes. Com 5.200 km², Ayni é o maior distrito em território, seguido pelos distritos de Panjakent e Kuhistoni Mastchoh, ambos com 3.700 km² e pelo distrito de Asht, com 2.800 km². Ao menos oito cidades da província possuem status administrativo de subordinação provincial.
Oito municipalidades possuem status de subordinação provincial: Chkalovsk, com 28 200 habitantes, Isfara, com 42 900 habitantes, Istarawshan, com 54 700 habitantes, Qayraqqum, com 40 400 habitantes, Khujand, com 162 800 habitantes, Konibodom, com 46 500 habitantes,  Panjakent, com 38 500 habitantes e Taboshar, com 14 200 habitantes.
| Nº | Distrito           | Nome nativo       | Nome (em português)  | Capital     | Área em km² | População (Censo de 2010) |
| -- | ------------------ | ----------------- | -------------------- | ----------- | ----------- | ------------------------- |
| 1  | Mastchoh           | Мастчоҳ           |                      | Buston      | 1.000       | 101 300                   |
| 2  | Bobojon Ghafurov   | Бобоҷон Ғафуров   | Leninabad, Khodzhent | Ghafurov    | 2.700       | 315 900                   |
| 3  | Asht               | Ашт               |                      | Shaydon     | 2.800       | 135 200                   |
| 4  | Zafarobod          | Зафаробод         |                      | Zafarobod   | 500         | 60 200                    |
| 5  | Spitamen           | Нов               | Nau (2003)           | Nov, Nau    | 400         | 116 000                   |
| 6  | Jabbor Rasulov     | Ҷаббор Расулов    | Proletarsk           | Proletarsk  | 300         | 113 200                   |
| 7  | Konibodom          | Конибодом         |                      | Konibodom   | 800         | 134 600                   |
| 8  | Isfara             | Исфара            |                      | Isfara      | 800         | 187 900                   |
| 9  | Istaravshan        | Истаравшан        | Uroteppa (2000)      | Istaravshan | 700         | 167 500                   |
| 10 | Shahriston         | Шаҳристон         |                      | Shahriston  | 1.200       | 34 600                    |
| 11 | Ghonchi            | Ғончӣ             |                      | Ghonchi     | 1.600       | 138 600                   |
| 12 | Panjakent          | Панҷакент         |                      | Panjakent   | 3.700       | 207 200                   |
| 13 | Ayni               | Айнӣ              |                      | Ayni        | 5.200       | 72 000                    |
| 14 | Kuhistoni Mastchoh | Кӯҳистони Мастчоҳ |                      | Mehron      | 3.700       | 21 100                    |

## Distritos de subordinação à República
Treze distritos estão subordinados à administração da República do Tajiquistão, ou seja, ao governo central do país. Entre estes, Rudaki é o mais populoso, com 394 200 habitantes, seguido pelos distritos de Hisor e Vahdat, com 244 000 e 240 500 habitantes, respectivamente. Tavildara é o distrito com maior área territorial, possuindo um total de 6.000 km², enquanto Rasht e Jirgatol possuem, ambos, 4.600 km² e Vahdat detém 3.700 km² de território.
Duchambé, a capital do país, Roghun, Tursunzoda e Vahdat são as quatro municipalidades com status de subordinação à república. Duchambé é a mais populosa, com 724 800 habitantes, seguida de Tursunzoda, com 46 700 habitantes, Vahdat (40 600 habitantes) e Roghun, com 13 800 habitantes.
| Nº | Distrito   | Nome nativo | Nome (em português)                                                           | Capital    | Área em km² | População (Censo de 2010) |
| -- | ---------- | ----------- | ----------------------------------------------------------------------------- | ---------- | ----------- | ------------------------- |
| 15 | Tursunzoda | Турсунзода  | Regar                                                                         | Tursunzoda | 1.200       | 195 000                   |
| 16 | Shahrinaw  | Шаҳринав    |                                                                               | Shahrinaw  | 1.000       | 96 600                    |
| 17 | Hisor      | Ҳисор       |                                                                               | Hisor      | 1.000       | 244 000                   |
| 18 | Varzob     | Варзоб      |                                                                               | Varzob     | 1.700       | 65 300                    |
| 19 | Vahdat     | Ваҳдат      | Yangibazar (1927-1936), Ordzhonikidzeabad (1936-1992), Kofarnihon (1992-2003) | Vahdat     | 3.700       | 240 500                   |
| 20 | Rasht      | Рашт        | Gharm                                                                         | Gharm      | 4.600       | 102 800                   |
| 21 | Jirgatol   | Ҷиргатол    |                                                                               | Jirgatol   | 4.600       | 55 700                    |
| 22 | Rudaki     | Рӯдакӣ      | Leninskiy (2003)                                                              | Somoniyon  | 1.800       | 394 200                   |
| 23 | Faizobod   | Файзобод    |                                                                               | Faizobod   | 900         | 82 300                    |
| 24 | Roghun     | Роғун       |                                                                               | Roghun     | 500         | 22 600                    |
| 25 | Nurobod    | Дарбанд     | Komsomolobod (2003)                                                           | Darband    | 900         | 66 000                    |
| 26 | Tojikobod  | Тоҷикобод   |                                                                               | Tojikobod  | 700         | 37 400                    |
| 27 | Tavildara  | Тавилдара   |                                                                               | Tavildara  | 6.000       | 19 400                    |

## Bairros de Duchambé
| Nº | Distrito      | Nome nativo    | Nome (em português) |
| 1  | Ibn Sina      | Сино           | Frunze              |
| 2  | Firdavsi      | Фирдавсӣ       | Central             |
| 3  | Ismail Somoni | Исмоили Сомонӣ | Oktyabrskiy         |
| 4  | Shohmansur    | Шоҳмансур      | Zheleznodorozhnyi   |

## Província de Khatlon
Com 2 677 300 habitantes, de acordo com estatísticas do censo de 2010 promovido pelo Governo do Tajiquistão, a província de Khatlon é a mais populosa do país. Ela detém, também, o maior número de distritos entre as quatro provínciais tajiques, possuindo um total de 24 distritos. Bokhtar é o distrito mais populoso, registrando 217 700 habitantes em 2010, seguido pelo distrito de Yovon, com 178 800 habitantes e Vose, com 177 600 habitantes.
As cidades de Kulob, Norak, Qurghonteppa e Sarband são as quatro municipalidades com subordinação provincial. Destas, Kulob é a mais populosa, com 95 000 habitantes, seguida por Qurghonteppa (75 500) habitantes, Norak 24 800 habitantes e Sarband 14 200 habitantes.
| Nº | Distrito       | Nome nativo      | Nome (em português)                     | Capital        | Area em km² | População (Censo de 2010) |
| -- | -------------- | ---------------- | --------------------------------------- | -------------- | ----------- | ------------------------- |
| 28 | Khuroson       | Хуросон          | Ghozimalik                              | Obikiik        | 900         | 92 000                    |
| 29 | Yovon          | Ёвон             |                                         | Yovon          | 1.000       | 178 800                   |
| 30 | Norak          | Норак            |                                         | Norak          | 400         | 24 200                    |
| 31 | Baljuvon       | Балҷувон         |                                         | Baljuvon       | 1 300       | 24 400                    |
| 32 | Khovaling      | Ховалинг         |                                         | Khovaling      | 1 700       | 48 800                    |
| 33 | Jomi, Dzhami   | Абдураҳмони Ҷомӣ | Kuybyshevsk, Khodzhamaston              | Kuybyshevsk    | 600         | 135 500                   |
| 34 | Sarband        | Сарбанд          |                                         | Sarband        | 100         | 24 700                    |
| 35 | Danghara       | Данғара          |                                         | Danghara       | 2 000       | 122 500                   |
| 36 | Temurmalik     | Темурмалик       | Qizil-Mazor (1957), Sovetskiy (2004)    | Sovetskiy      | 1.000       | 58 700                    |
| 37 | Muminobod      | Мӯминобод        | Leningradskiy                           | Leningradskiy  | 900         | 77 700                    |
| 38 | Bokhtar        | Бохтар           |                                         | Ismoili Somoni | 600         | 217 700                   |
| 39 | Vakhsh         | Вахш             |                                         | Vakhsh         | 1.000       | 159 500                   |
| 40 | Vose           | Восеъ            |                                         | Vose           | 800         | 177 600                   |
| 41 | Kulob          | Кӯлоб            |                                         | Kulob          | 300         | 86 400                    |
| 42 | Shuroobod      | Шурообод         |                                         | Shuro-obod     | 2 300       | 45 700                    |
| 43 | Nosiri Khisrav | Носири Хусрав    | Beshkent                                | Bahori         | 800         | 30 300                    |
| 44 | Shahrtuz       | Шаҳритус         |                                         | Shahrtuz       | 1.500       | 101 900                   |
| 45 | Qabodiyon      | Қубодиён         |                                         | Qabodiyon      | 1.900       | 148 300                   |
| 46 | Jilikul        | Ҷиликӯл          |                                         | Jilikul        | 1.200       | 90 000                    |
| 47 | Qumsangir      | Қумсангир        |                                         | Dusti          | 1.000       | 110 400                   |
| 48 | Rumi           | Колхозобод       | Kolkhozobod (desde 23 de junho de 2007) | Kolkhozobod    | 900         | 157 700                   |
| 49 | Farkhor        | Фархор           |                                         | Farkhor        | 1.200       | 137 400                   |
| 50 | Panj           | Панҷ             |                                         | Panj           | 900         | 93 700                    |
| 51 | Hamadoni       | Маскав           | Moskovskiy                              | Moskovskiy     | 500         | 123 900                   |

## Província Autônoma Gorno-Badakhshan
Khorugh, com 28 100 habitantes, é a única municipalidade com status de subordinação provincial.
| Nº | Distrito  | Nome nativo | Nome (em português) | Capital     | Área em km² | População (Censo de 2010) |
| -- | --------- | ----------- | ------------------- | ----------- | ----------- | ------------------------- |
| 52 | Darvoz    | Дарвоз      | Qala'i-Khumb        | Kalai-Khumb | 2.800       | 21 000                    |
| 53 | Vanj      | Ванҷ        |                     | Vanj        | 4 400       | 30 800                    |
| 54 | Rushon    | Рӯшон       |                     | Rushon      | 5 900       | 23 800                    |
| 55 | Shughnon  | Шуғнон      |                     | Khorugh     | 4 600       | 34 000                    |
| 56 | Roshtqala | Роштқалъа   |                     | Roshtqal'a  | 4 300       | 24 400                    |
| 57 | Ishkoshim | Ишкошим     |                     | Ishkoshim   | 3.700       | 29700                     |
| 58 | Murghob   | Мурғоб      |                     | Murghob     | 38.500      | 13 800                    |